# Glyceria acutiflora
Glyceria acutiflora är en gräsart som beskrevs av John Torrey. Glyceria acutiflora ingår i släktet glycerior, och familjen gräs. Inga underarter finns listade i Catalogue of Life.